# كارل بيهر
كارل بيهر (بالإنجليزية: Karl Behr)‏ مواليد 30 مايو 1885 في نيويورك - الوفاة 15 أكتوبر 1949 في نيو جيرسي، الولايات المتحدة، كان لاعب كرة مضرب أمريكي وكان يلعب باليد اليمنى.

## بطولات حققها
- بطولة ويمبلدون

## النهائيات

### الزوجي (الوصافة 1)
| الحصيلة | السنة | البطولة  | الأرضية | الشريك    | المنافس                     | النتيجة       |
| ------- | ----- | -------- | ------- | --------- | --------------------------- | ------------- |
| الوصافة | 1907  | ويمبلدون | عشبية   | بيلز رايت | نورمان بروكس أنتوني ويلدينغ | 4–6, 4–6, 2–6 |

## روابط خارجية
- كارل بيهر على موقع رابطة محترفي التنس (الإنجليزية)
- كارل بيهر على موقع الاتحاد الدولي لكرة المضرب (الإنجليزية)
- كارل بيهر على موقع كأس ديفيز (الإنجليزية)
- كارل بيهر على موقع قاعة مشاهير كرة المضرب الدولية (الإنجليزية)
- كارل بيهر على موقع خلاصة التنس.كوم (الإنجليزية)